# Promontório Murchison

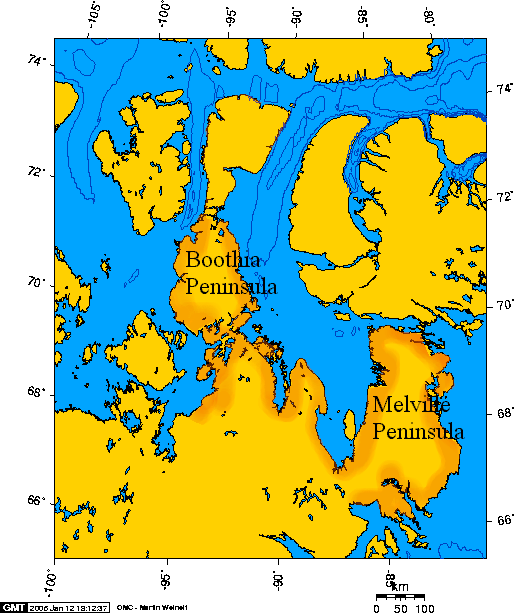
Localização do Promontório Murchison na parte norte da Península de Boothia

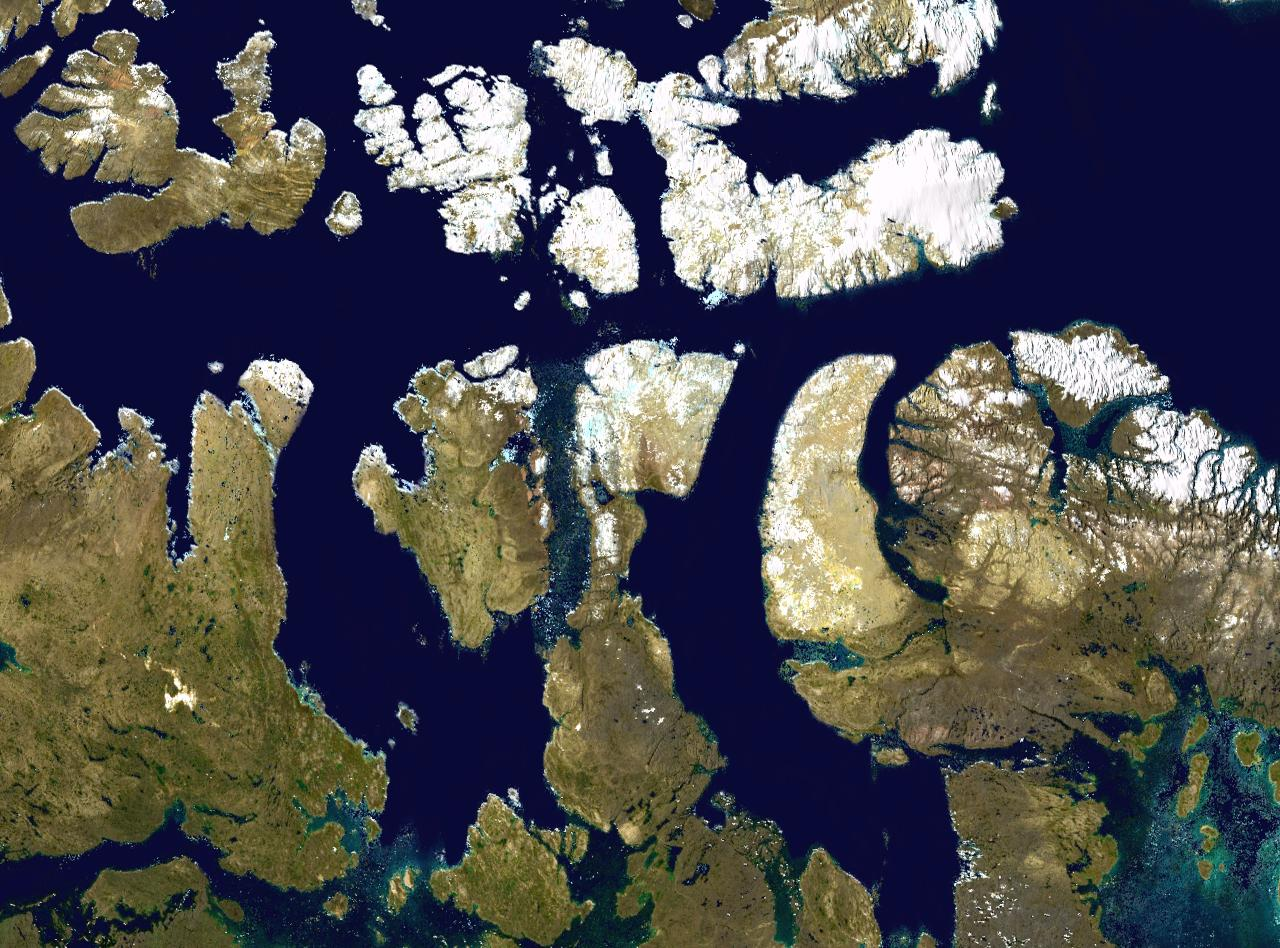
Promontório Murchison a sul da Ilha Somerset

O Promontório Murchison é uma península no norte do Canadá e que constitui o ponto mais setentrional do Canadá continental e também da América do Norte continental; por isso é também um dos extremos da Terra.
A distância até ao Polo Norte é de 1087 milhas náuticas (2013 km), ou seja, 64 km mais próximo do Polo Norte do que a distância entre Point Barrow, Alasca (o ponto mais a norte nos Estados Unidos) e o dito Polo.

## Geografia
O Promontório Murchison fica situado em Nunavut, na parte norte da Península de Boothia. O seu extremo chama-se Zenith Point e tem as coordenadas 72° 00′ 00″ N, 94° 38′ 59″ O.
O cabo fica localizado a sul do Estreito de Bellot, que o separa da Ilha Somerset.

## História
A área foi explorada primeiramente em abril de 1852 pelo capitão canadense William Kennedy e pelo explorador francês Joseph René Bellot enquanto procuravam traços da expedição perdida de John Franklin, . o estreito foi nomeado em homenagem a Bellot.
O irlandês Francis Leopold McClintock também explorou a área com seu navio Fox no inverno de 1858 - 1859 em sua busca pela expedição de Franklin.
Em 1937 Scot E. J. "Scotty" Gall passou o promontório em seu navio "Aklavik" na primeira travessia do estreito de Bellot  viajando da costa ocidental para a oriental em serviço da Hudson's Bay Company.